# Zawór kulowy
Zawór kulowy – zawór obrotowy, którego element roboczy stanowi sfera lub wycinek sfery.

## Budowa i zasada działania zaworu kulowego

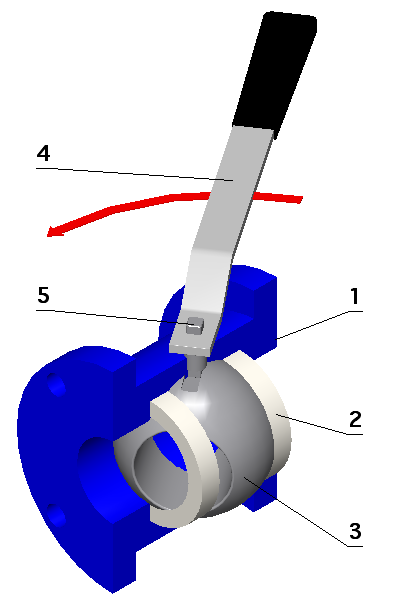
Budowa zaworu kulowego:
1. korpus
2. gniazdo
3. kula
4. dźwignia regulacji otwarcia zaworu
5. wałek zwrotny (trzpień, wrzeciono)

Budowę zaworu kulowego opisuje rysunek po prawej stronie.
Jego zasada działania jest bardzo prosta – podczas otwarcia sfera przez wycięty w jej powierzchni otwór przepuszcza medium, natomiast po jej obróceniu o 90 stopni zakrywa gniazdo zaworu i blokuje przepływ.

## Zastosowania
Zawory takie ze względu na wysoką szczelność i łatwą obsługę (do zamknięcia wymagają tylko 1/4 obrotu) są bardzo szeroko stosowane, od budownictwa, poprzez przemysł, do wydobycia ropy naftowej włącznie.
Pełnią typową funkcję otwórz/zamknij, ze względu na stromą charakterystykę uniemożliwiającą regulację.

### Zastosowania domowe
- odcięcie wody ciepłej i zimnej
- odcięcia wody centralnego ogrzewania
- kurki gazowe

### Zastosowania przemysłowe
- zawory odcinające w przemyśle rafineryjnym i chemicznym, spożywczym
- kurki na rurociągach gazowych
- automatyczne zawory odcinające (ang. emergency shutdown valves)
- zawory podwodne przy wydobyciu ropy (ang. subsea valves)